# Crysencio Summerville
Crysencio Jilbert Sylverio Cirro Summerville (sinh ngày 30 tháng 10 năm 2001) là một cầu thủ bóng đá chuyên nghiệp người Hà Lan hiện đang thi đấu ở vị trí tiền vệ cánh cho câu lạc bộ West Ham United tại Premier League.

## Sự nghiệp câu lạc bộ

### Feyenoord
Sinh ra tại Rotterdam với cha mẹ là người Suriname gốc Phi, Summerville đã chơi bóng đá trẻ tại RVVV Noorderkwartier trước khi gia nhập học viện Feyenoord vào năm 2008. Vào tháng 3 năm 2018, anh đã ký hợp đồng chuyên nghiệp đầu tiên có thời hạn đến mùa hè năm 2021 với Feyenoord.

### West Ham United
Vào ngày 3 tháng 8 năm 2024, Summerville gia nhập câu lạc bộ Premier League West Ham United với mức phí chuyển nhượng hơn 25 triệu bảng Anh. Anh đã ký hợp đồng 5 năm với tùy chọn gia hạn thêm năm thứ 6. Anh chơi trận ra mắt cho West Ham vào ngày 17 tháng 8 khi vào sân thay người ở phút thứ 73 cho Jarrod Bowen trong trận thua 2–1 trên sân nhà trước Aston Villa.

## Sự nghiệp quốc tế
Sinh ra tại Hà Lan, Summerville là người gốc Suriname. Anh đã giành chức vô địch Giải vô địch bóng đá U-17 châu Âu năm 2018 với Đội tuyển bóng đá U-17 quốc gia Hà Lan, ghi một bàn thắng trong trận đấu vòng bảng gặp Đức và vào sân thay người trong trận chung kết gặp Ý.

## Thống kê sự nghiệp

### Câu lạc bộ
Tính đến 28 tháng 9 năm 2024
| Câu lạc bộ          | Mùa giải            | Giải vô địch        | Giải vô địch | Giải vô địch | Cúp quốc gia | Cúp quốc gia | Cúp Liên đoàn | Cúp Liên đoàn | Khác | Khác | Tổng cộng | Tổng cộng |
| Câu lạc bộ          | Mùa giải            | Hạng đấu            | Trận         | Bàn          | Trận         | Bàn          | Trận          | Bàn           | Trận | Bàn  | Trận      | Bàn       |
| ------------------- | ------------------- | ------------------- | ------------ | ------------ | ------------ | ------------ | ------------- | ------------- | ---- | ---- | --------- | --------- |
| Feyenoord           | 2018–19             | Eredivisie          | 0            | 0            | 0            | 0            | —             | —             | 0    | 0    | 0         | 0         |
| Feyenoord           | 2019–20             | Eredivisie          | 0            | 0            | 0            | 0            | —             | —             | 0    | 0    | 0         | 0         |
| Feyenoord           | Tổng cộng           | Tổng cộng           | 0            | 0            | 0            | 0            | —             | —             | 0    | 0    | 0         | 0         |
| FC Dordrecht (mượn) | 2018–19             | Eerste Divisie      | 18           | 5            | 0            | 0            | —             | —             | 0    | 0    | 18        | 5         |
| ADO Den Haag (mượn) | 2019–20             | Eredivisie          | 21           | 2            | 1            | 0            | —             | —             | 0    | 0    | 22        | 2         |
| Leeds United        | 2020–21             | Premier League      | 0            | 0            | 0            | 0            | 0             | 0             | —    | —    | 0         | 0         |
| Leeds United        | 2021–22             | Premier League      | 6            | 0            | 1            | 0            | 2             | 0             | —    | —    | 9         | 0         |
| Leeds United        | 2022–23             | Premier League      | 28           | 4            | 2            | 0            | 1             | 0             | —    | —    | 31        | 4         |
| Leeds United        | 2023–24             | Championship        | 43           | 19           | 2            | 1            | 1             | 0             | 3    | 1    | 49        | 21        |
| Leeds United        | Tổng cộng           | Tổng cộng           | 77           | 23           | 5            | 1            | 4             | 0             | 3    | 1    | 89        | 25        |
| West Ham United     | 2024–25             | Premier League      | 4            | 0            | 0            | 0            | 2             | 0             | —    | —    | 6         | 0         |
| Tổng cộng sự nghiệp | Tổng cộng sự nghiệp | Tổng cộng sự nghiệp | 120          | 30           | 6            | 1            | 6             | 0             | 3    | 1    | 135       | 32        |

1. ↑  Bao gồm Cúp KNVB và FA Cup
2. ↑  Bao gồm EFL Cup
3. ↑  Ra sân tại Play-off EFL Championship

## Danh hiệu

### Đội tuyển quốc gia
U-17 Hà Lan
- Giải vô địch bóng đá U-17 châu Âu: 2018

Cá nhân